# Герб Еттербека
Герб Еттербек був наданий комуні Брюсселя Еттербек королівським указом від 5 листопада 1913 року.

## Геральдичний опис
Опис герба звучить так:
Поділена навпіл: 1 синя, всіяна срібними ліліями; 2 червоного кольору зі срібною балкою.
Герб розділений на дві рівні вертикальні частини. Перша частина, для глядача зліва, блакитного кольору з невідомою кількістю сріблястих французьких лілій. Лілії розкидані по всьому полю. Друга частина червоного кольору зі сріблястою горизонтальною смугою.

## Історія
Наприкінці XVII століття в Еттербеку використовувалася власна альдерманська печатка, але її відбитків не збереглося. У 1673 році Еттербек став власною сеньйорією у формі баронства. Баронство належало Брабантському герцогству. Баронство стало незалежним муніципалітетом у 1795 році. В основі герба лежить герб абатства Нівель. Хоча старий герб Франції являв собою блакитне поле, всіяне золотими ліліями, герб глави насправді усипаний срібними ліліями. У цій частині йдеться про каролінгське походження Іди з Нівеля, засновниці абатства. Друга половина відноситься не до герба Австрії, а до герба Лотарингії.

## Схожі герби

Старовинний герб Франції (двічі до 1376 р.)
Пізніша версія (1376-1831)
Герб Нижньої Лотарингії.